# Voitures pour trains rapides de la Deutsche Reichsbahn (types 1935 à 1937)
Les voitures pour trains rapides types 1935 à 1937 de la Deutsche Reichsbahn sont des voitures dédiées aux rapides (en allemand : Schnellzugë) succédant aux voitures unifiées des types 1928 à 1934, elles constituent la seconde série série de voitures métalliques pour trains rapides mises en service par la Deutsche Reichsbahn (chemins de fer allemands).
Leur caisse, entièrement neuve par rapport à leurs prédécesseurs, est assemblée par soudure (au lieu des rivets utilisés sur l'essentiel des types 1928-1934) avec un toit et des coins arrondis aux extrémités et un raccord diagonal entre les portes et la carrosserie. Les fenêtres sont plus amples ; les intérieurs plus confortables pour les trois classes. Plus légères et aérodynamiques, elles cèdent le pas dès 1938 à une version raffinée et dotée d'un carénage englobant : les voitures à jupes, dont la base technique reste pour bonne part inchangée.
La Mitropa a également fait construire des voitures-restaurants et voitures-lits directement dérivées de celles de la DRG. Les fourgons à bagages de cette génération sont les derniers produits en série avant la guerre.

## Versions

### Voitures à places assises
Entièrement soudées et employant des bogies Görlitz III du second type (leicht : léger), elles ont un poids en net recul (jusqu'à 5 tonnes économisés) par rapport aux modèles précédents, y compris les modèles soudés livrés à titre d'essai de 1931 à 1934. Une autre différence importante est le renoncement à une longueur de châssis standardisée pour toutes les versions (21,710 m). Soit 21,270 m pour les C4ü (pesant 39,2 t), 21,250 m et 40 t pour les ABC et BC et 21,820 m pour les AB dont la masse à vide chute à 39 t.
1 551 exemplaires ont été construits de 1935 à 1938. Contrairement aux modèles précédents, le nombre de versions est plus restreint : huit dont une seule série expérimentale (ABC4ü-36a). Témoins d'une plus grande place laissée aux voyageurs de 3e classe à bord des trains directs, les C4ü-36 et 36 représentent deux tiers du total tandis que les AB4ü-35 (seule version 1re et 2e classe) ne sont qu'une toute petite série loin derrière les 254 ABC4ü-35 et 36. Les mixtes 2e / 3e classe, à la carrosserie similaire, constituent désormais une série importante (167 exemplaires).
Les intérieurs des trois classes ont été entièrement repensés par rapport à la génération précédente avec des compartiments de taille égale pour les deux classes supérieures, donnant sur le couloir au moyen d'une paire de larges portes coulissantes vitrées. En 3e classe, les sièges sont désormais rembourrés et couverts de tissu ; la porte du couloir étant à un seul battant plus étroit. Conséquence de ce remaniement, les C4ü des types 1935-1937 n'ont que neuf compartiments alors que celles construites depuis 1926 en avaient dix sur un châssis légèrement plus long.
Après la disparition de la 3e classe en 1956, les AB4ü deviennent des voitures purement 1re classe ; les ABC4ü et BC4ü sont harmonisées sur le même type : AB, et les voitures C4ü deviennent des B.

### Voitures lits
Une petite série de douze voitures, dont la longueur, la disposition intérieure et extérieure reprend celle des WL4ü-28, est livrée en 1937.
Douze autres réservées aux voyageurs en 3e classe offrent treize compartiments moins larges et dotées de lits sur trois niveaux. Ces WLC4ü-37a ont un châssis identique et les mêmes bogies Görlitz III schwer (lourds).

### Restaurants
Construites de 1935 à 1939, ces soixante voitures ont des Görlitz III lourds. Comme les voitures-lits de 1re / 2e classe, la longueur de la caisse et la disposition des fenêtres est inchangée ; seule la forme des toitures et la forme des extrémités et portières diffère. Les 14 tables accueillent un maximum de 42 convives.

### Fourgons
Tout comme les voitures, les nouveaux fourgons soudés sont entièrement redessinés pour perdre du poids, améliorer l'aérodynamisme et avoir davantage de fenêtres. Les quatre portes coulissantes aveugles à glissières extérieures sont remplacées par quatre paires de doubles portes dotées d'une fenêtre ; le rail de guidage se trouvant à l'intérieur. Les PwPost4ü-34 étaient déjà équipées de telles portes de chargement et de fenêtres agrandies. Comme sur leurs prédécesseurs, les fenêtres sont doublées de barreaux pour protéger les bagages et colis du vol.
Contrairement aux autres voitures de cette famille, le toit n'est pas arrondi aux extrémités. Il est également plus bas, ce qui dégage la vue pour le chef de train installé dans une vigie. Les Pw4ü-37, série la plus répandue, et la Pw4ü-36a prototype ont une vigie aérodynamique. Ceux livrés en 1938 sont les derniers fourgons pour trains directs construits en série avant la fin de la guerre.